# Orestes (protospatario)
Orestes (en griego: Ὀρέστης) fue comandante militar bizantino del siglo xi, que sirvió durante los reinados de Basilio II, Constantino VIII y Romano III. 

## Biografía
Según los anales Barenses, Orestes era un eunuco, que ocupaba el cargo protospatario durante el reinado del emperador bizantino Basilio II.
Cuando el emperador emprendió la guerra contra Bulgaria después de la muerte del zar Gabriel Radomir y el ascenso al trono de Iván Vladislav en 1015 para aumentar la presión ejercida por los búlgaros contra Dirraquio, envió un ejército bajo el mando de Orestes y el estratego Jorge Gonitsiates a la región de Pelagonia, pero fue completamente aniquilado por el comandante búlgaro Ivats en Bitola.
Poco antes de su muerte, Basilio II dirigió su atención a una campaña contra Sicilia. Para este propósito envió a Orestes con una gran fuerza como avanzada. Esto denota que era uno de los eunucos más confiables del emperador.
Orestes prosiguió con la campaña en Sicilia aún después de la muerte de Basilio II, hecho que ocurrió 15 de diciembre de 1025, pero sufrió una dura derrota en 1028/1029 debido a su escasa experiencia militar. El emperador Romano III le envió refuerzos, pero tampoco consiguió éxitos, así que fue removido de su cargo; este evento pudo haber ocurrido a mediados de 1029. Ese mismo año, los árabes vencieron a Cristóforo Buraris, quien lo había sustituido, y a Orestes cerca de Regio de Calabria. Después de esta derrota el catapán Poto Argiro reemplazó a Cristóforo. Se sopesa si tras esto Orestes fue convocado a Constantinopla junto con Cristóforo. Pero es dudoso porque una fuente menciona que eso ocurrió en un momento anterior a la muerte de Constantino VIII.